# Impatiens margaritifera
Impatiens margaritifera är en balsaminväxtart som beskrevs av Joseph Dalton Hooker. Impatiens margaritifera ingår i släktet balsaminer, och familjen balsaminväxter.

## Underarter
Arten delas in i följande underarter:
- I. m. humilis
- I. m. purpurascens